# Lhadji Badiane
Lhadji Badiane (* 16. April 1987 in Straßburg) ist ein französisch-senegalesischer ehemaliger Fußballspieler.

## Karriere
Lhadji Badiane, dessen Vorfahren aus dem Senegal stammen, wuchs in Cronenbourg, einem Stadtteil von Straßburg, auf. Dort begann er in seiner Jugend mit dem Fußballspielen. Über die Jugendmannschaften des FC Gueugnon und des SC Schiltigheim schaffte es der Stürmer im Juni 2005 in die Amateurmannschaft von Stade Rennes. In der Saison 2006/07 war Badiane mit 19 Saisontoren maßgeblich am Gewinn der französischen Amateurmeisterschaft am 2. Juli 2007 beteiligt. Im Finale schoss er dabei eines der drei Tore gegen die Amateurmannschaft von Olympique Lyon.
Im Jahre 2007 unterschrieb er einen Dreijahresvertrag bei der ersten Mannschaft von Stade Rennes und absolvierte im selben Jahr sein erstes Profispiel in der Ligue 1. Für die Saison 2008/09 wurde der Stürmer an Clermont Foot in die zweite Liga Frankreichs ausgeliehen. Dort erzielte er am 8. August 2008 sein erstes Tor im Profifußball gegen Brest. Am 30. August 2010 erfolgte erneut eine einjährige Ausleihe, dieses Mal an den Zweitligisten FCO Dijon.
Am 15. Juni 2011 wechselte er zu Stade Laval; dort spielte er, bis sein Vertrag im Jahr 2013 auslief. Nach einer kurzen Zeit ohne Verein stand er in der U-23-Mannschaft der Stuttgarter Kickers und wurde nach 3 Spielen in der Oberliga Baden-Württemberg in die erste Mannschaft berufen. Für das Stuttgarter Drittligateam gab er am 30. November 2013 sein Debüt und erzielte wenige Minuten nach seiner Einwechslung im Spiel gegen Wacker Burghausen das Tor zum 2:1. Mit Beginn der Saison 2014/15 war er fester Bestandteil der 1. Mannschaft der Stuttgarter Kickers.
Nachdem er mit den Kickers in die Regionalliga abgestiegen war, verließ er den Verein im Sommer 2016 und schloss sich dem Berliner AK 07 an. Bereits nach der Hinrunde kehrte er den Berlinern jedoch wieder den Rücken und wechselte im Winter zurück zu den Stuttgarter Kickers. In der Saison 2017/18 stieg er mit den Kickers aus der Regionalliga ab.